# Vere Bird
Pour les articles homonymes, voir Bird.
Sir Vere Cornwall Bird, Sr., né le 7 décembre 1910 à Saint John's et mort le 28 juin 1999 dans la même ville, est un homme d'État d'Antigua-et-Barbuda. Il a été Premier ministre d'Antigua-et-Barbuda de 1960 à 1971, puis de 1976 à 1994.
Son fils, Sir Lester Bryant Bird, lui a succédé comme Premier ministre. En 1994, il a été déclaré héros national.

## Biographie
Vere Bird nait le 7 décembre 1910 à Saint John's et grandi dans la pauvreté. Il est scolarisé à la St. John's Boys School, connu aujourd'hui sous le nom T.N. Kirnon Primary School. À l'âge de quinze ans, il rejoint l'Armée du salut et suit alors une formation à Trinité pour devenir officier. Après sept ans de formation, il a atteint le grade de capitaine et est nommé à Grenade où il travaille avant de revenir dans son île natale au début des années 1930.
En 1939, il est un des membres fondateurs de l'Antigua Trades and Labour Union (AT&LU), dont il est élu président en 1943. En 1946, il fonde le Parti travailliste d'Antigua (ALP) et est élu sous cette étiquette au conseil législatif d'Antigua.
En 1951, alors qu'il mène une grève des coupeurs de canne pour de meilleurs salaires il répond au propriétaire de la sucrerie qui demandait ce que les ouvriers allaient manger : 
« We will eat cockles and the widdy widdy bush. We will drink pond water. », Cette grève très dure empêche la récolte de sucre de cette année, mais fait entrer Bird dans la légende de l'île. Cela permet aussi à l'ALP de remporter la totalité des huit sièges de députés lors des premières élections au suffrage universel en décembre 1951. Il renouvelle cet exploit lors des élections de 1956 et des élections de 1960.
En 1961, quand un premier statut d'autonomie est donné à Antigua, il devient le premier Ministre en chef d'Antigua. En 1965, avec Errol Barrow et Forbes Burnham, il met en place la Carribean Free Trade Association.
En 1967, Bird obtient du Royaume-Uni qu'Antigua devienne le premier territoire à obtenir le statut d'État associé et il devient alors Premier of Antigua, mais la même année l'AT&LU connait une scission avec le départ de George Walter qui dénonce la dérive autoritaire et conservatrice de Bird. L'ALP perd alors les élections de 1971, au profit de George Walter et du Mouvement travailliste progressiste, et Bird lui-même perd son siège, il reste cependant le dirigeant de l'ALP.
Bird et le Parti travailliste d'Antigua remportent les élections de 1976 et Bird redevient Premier. Il a mené une campagne promettant l'abolition de l'impôt sur le revenu. Il organise le procès et l'emprisonnement pour corruption de George Walter. En 1978, on découvre que le gouvernement a autorisé une société canadienne, la Space Research Corporation (en), à exporter secrètement des armes au gouvernement d'apartheid en Afrique du Sud via l'île. On parle de contrôle de la mafia et Bird est accusé d'avoir remis Antigua au gouvernement américain et à des intérêts privés. Le financier fugitif, Robert Vesco (en), y trouve refuge. L'île de Barbuda est défigurée car les Bird exportent illégalement des milliers de tonnes de son sable.
Lors des élections de 1980, qu'il remporte à nouveau, il met en avant le thème de l'indépendance. Le 1er novembre 1981, l'île devient indépendante et Bird son premier Premier Ministre. Bien que fervent défenseur d'une unité de la Caraïbe anglophone, Bird était fortement pro-américain et, dans les années 1980, il permet aux États-Unis de construire des installations militaires et de communication à Antigua pour aider à garder la région sous surveillance.
À partir de 1984, le gouvernement se divise en factions ouvertes autour de Vere Bird et de son fils Lester Bird. Le Premier ministre favorise son fils aîné, Vere Bird Jr, ministre des Travaux publics, comme son successeur et refuse de le limoger après qu'il eut été impliqué dans un scandale de plusieurs millions de livres sur la modernisation de l'aéroport de l'île. Les conflits autant familiaux que politiques n'empêchent pas l'ALP de dominer encore largement les élections de 1984 en remportant seize sièges sur dix-sept et celles de 1989 avec quinze siège sur dix-sept. En 1985, l'aéroport international d'Antigua est renommé Aéroport international V. C. Bird en l'honneur de Vere Bird Sr.
En mai 1990, un tribunal de Tel Aviv inculpe un officier israélien pour avoir expédié illégalement des armes d'assaut à Vere Bird, Jr, fils ainé de Vere Bird, afin de les faire transmettre à des membres du Cartel de Medellín. Les Anguillais protestent avec des pancartes proclamant «Les Birds doivent partir» et Bird Jr. démissionne de son poste de ministre des Travaux publics, mais aucune accusation n'est déposée contre lui et son père reste Premier Ministre.
En 1993, la lutte sourde entre ses deux fils pour le contrôle de l'ALP se conclut avec la victoire de Lester et Vere Bird, Sr., alors considéré comme « corrompu, clairement sénile et à peine vivant» ne se présente pas aux élections de 1994. Ces dernières sont remportées par l'ALP et Lester succède à son père le 9 mars 1994.
Vere Bird Jr meurt à Saint John's le 28 juin 1999.